# La Douche d'eau bouillante
La Douche d'eau bouillante, també coneguda com The Burglar's Bath, és un curtmetratge mut de comèdia francès de 1907 dirigit per Georges Méliès. La pel·lícula és protagonitzada per Méliès com la pel·lícula còmica de dos bergants que irrompen a casa seva i evadeixen els seus intents de capturar-los.

## Trama
Dos vagabunds travessen una finestra en una casa opulentment moblada. S'amaguen en un armari just quan entra el propietari de la casa, un senyor barbut. El propietari, sorprès per l'embolic que han fet els vagabunds, aconsella a la seva criada. Un vidrer entra per arreglar la finestra.
Mentre el vidrier treballa, els vagabunds s'escapen al bany. En sentir un soroll, salten a la banyera buida i s'amaguen sota la coberta de fusta de la banyera. El soroll és el propietari, entrant a prendre un bany; encén un misto a l'escalfador d'aigua calenta i rep un raig d'aigua calenta a la banyera. El vagabund, agafat per sorpresa, comença a saltar involuntàriament, i el propietari s'adona que hi són. Intenta contenir-los assegut a la coberta, però es barallen i el propietari aterra a l'aigua del bany.
L'amo salta de la banyera i corre perseguint els vagabunds que s'escapaven, que tornen a escapar a l'armari. L'amo s'estavella contra el vidre amb un esclat de vidre, dispara un rifle que fereix la seva criada i finalment acaba a l'armari, que es tomba.

## Producció i temes
Méliès interpreta l'amo de la casa. A diferència de les seves pel·lícules de fantasia més famoses, La Douche d'eau bouillante és purament una comèdia àmplia; més enllà d'alguna pirotècnia bàsica, els únics efectes especials són dos escamoteigs utilitzats amb finalitats d'edició.
La pel·lícula és un rar exemple de Méliès interpretant un personatge que no controla una situació, i que acaba frustrat; Un altre exemple d'aquest tipus és la seva pel·lícula L'Éclipse du soleil en pleine lune, feta més tard el mateix any. Una guia de Méliès publicada pel Centre National de la Cinématographie comenta aquest fenomen: "Quan fa el paper del Diable, guanya. Quan representa l'Autoritat (aquí el propietari, a L'Eclipse el professor) ell perd."

## Estrena
La pel·lícula va ser venuda per la Star Film Company de Méliès i està numerada 909–911 als seus catàlegs. Es va vendre com a Rogues' Tricks als Estats Units i com a The Burglar's Bath al Regne Unit; Rogues' Tricks és el títol utilitzat a l'intertítol en una impressió supervivent de la pel·lícula. Una restauració supervisada per David Shepard, amb un acompanyament musical Photoplayer de Joe Rinaudo, es va publicar en vídeo casolà l'any 2008 com a part d'una col·lecció de Méliès.

## ReferèncIes
1. 1 2  Essai de reconstitution du catalogue français de la Star-Film; suivi d'une analyse catalographique des films de Georges Méliès recensés en France, Bois d'Arcy: Service des archives du film du Centre national de la cinématographie, 1981, p. 269, ISBN 2903053073
2. ↑  Malthête, Jacques & Mannoni, Laurent (2008), L'oeuvre de Georges Méliès, Paris: Éditions de La Martinière, p. 351, ISBN 9782732437323
3. 1 2  Méliès, Georges (2008), Georges Méliès: First Wizard of Cinema, Los Angeles: Flicker Alley, ISBN 1893967352